# 南宁市东盟中学
南宁市东盟中学，简称东盟中学，是南宁二中与广西-东盟经济技术开发区联合创办的国有民办全寄宿制完全中学。
学校于2012年3月动工兴建，设计规模48个班，于2013年秋季学期招收首届高中生。

## 学校概况
南宁二中东盟校区占地180亩，总建筑面积9.7万平方米。办学规模为48个班级2400人，其中初中18班共900人，高中30 班共1500人。